# Acaiaca
Acaiaca este un oraș din unitatea federativă Minas Gerais, Brazilia.